# Stormvloed van 1220
De Stormvloed van 1220 of Driekoningenvloed is een stormvloed die plaatsvond in het jaar 1220 in de Ommelanden (in de huidige provincie Groningen).
Het gebied was een jaar eerder al getroffen door de Sint-Marcellusvloed. Doordat de Sint-Marcellusvloed echter zulke enorme verwoestingen had aangericht en de herstelwerkzaamheden nog bezig waren, waren de meeste inwoners nog niet teruggekeerd naar hun oude woonplaats. Over doden wordt daarom niet gesproken.
838 · 1014 · 1042 · 1134 · 1163 · 1164 · 1170 · 1196 · 1212 · 1214 · 1219 · 1220 · 1221 · 1248/1249 · 1277 · 1280 · 1282 · 1287 · 1288 (I) · 1288 (II) · 1322 · 1334 · 1362 · 1374 · 1375 · 1377 · 1404 · 1421 · 1424 · 1468 · 1477 · 1509 · 1514 · 1530 · 1532 · 1552 · 1566 · 1570 · 1610 · 1643 · 1651 · 1675 · 1682 · 1686 · 1703 · 1717 · 1726 · 1741 · 1775 · 1776 · 1784 · 1799 · 1808 · 1809 · 1820 · 1825 · 1855 · 1861 (I) · 1861 (II) · 1877 · 1906 · 1916 · 1926 · 1953 · 1962 · 1993 · 1995 · 2006 · 2021